# Jules Guiette
Pour les articles homonymes, voir Guiette.
Jules Guiette, né à Anvers, le 10 août 1852 et mort dans la même ville le 9 mars 1901, est un peintre, pastelliste, graveur et aquafortiste belge.

## Biographie

### Famille
Jules (Jules Louis Marie) Guiette, né à Anvers le 10 août 1852, est le fils de Joannes Illumineus Theresia Emilius Guiette, ingénieur maritime (1822-1864), et d'Aloysia de Gonzaga Regina Marie Stappaerts (1825-1868). Le 30 juillet 1892, il épouse à Anvers Louise Pecquereau (1864-1934), fille du peintre Alphonse Pecquereau. Le couple a deux fils : René Guiette (1893-1976), peintre, et Robert Guiette (1895-1976), philologue.

### Formation
Jules Guiette est l'élève d'Émile Claus avec lequel il voyage en Espagne et en Algérie en 1879. Il parfait sa formation auprès du peintre Gustave Van Hoorde, puis, en 1887, il voyage en Italie.

### Carrière
De 1879 à 1881, Jules Guiette vit avec Théodore Verstraete qui possède un atelier à Brasschaat. Ce dernier est co-fondateur du cercle artistique d'Anvers, auquel adhère Jules Guiette. En 1880, il devient membre du Cercle des aquarellistes et des aquafortistes belges, puis en 1886 de la Société des Aquafortistes belges.
En 1883, Jules Guiette obtient une médaille d'argent à l'Exposition internationale d'Amsterdam. Il participe au Salon des Artistes français de 1884 (six gravures) et de 1889 (deux eaux-fortes : Soleil d'hiver et Soir d'automne). De 1881 à 1898, il expose à Munich, Vienne et à Budapest. Il envoie une peinture et des eaux-fortes à l'Exposition de Bordeaux de 1895.
De 1880 à 1900, il participe à 14 salons triennaux belges, de même qu'en 1900 au premier salon de la Société Nationale des Aquarellistes et Pastellistes de Belgique, dont il est membre.
Jules Guiette meurt, à l'âge de 48 ans, à son domicile rue van Dyck no 1 à Anvers le 9 mars 1901. Il est inhumé au cimetière du Schoonselhof à Anvers.

## Œuvre

### Thèmes
Son champ pictural couvre les paysages, parfois étoffés de représentations animalières et les scènes de genre. Sa vision des paysages des Ardennes et des bords de la Semois est luministe.

### Expositions en Belgique
- Salon de Gand (XXXIe) de 1880 : Approche du soir ; fin d'été et Matinée d'automne[9].
- Salon de Bruxelles de 1881 : Matin à Herbeumont et Charbonniers dans les bas de Conques[10].
- Salon d'Anvers de 1882 : Matin, Charbonniers dans les bas de Conques et Soir[11].
- Salon de Bruxelles de 1884 : Vue de Tamise[12].
- Salon de Bruxelles de 1887 : Automne[13].
- Salon d'Anvers de 1888 : Automne et Jour de pluie[14].
- Salon de Gand (XXXIVe) de 1889 : Le Crépuscule et Automne en Ardenne[15].
- Salon d'Anvers de 1891 : Le Soir et La Décortication de l'osier en Flandre[16].
- Salon de Gand (XXXVe) de 1892 : Le Soir et Lever de lune au crépuscule[17].
- Exposition universelle de 1894 à Anvers : Février, deux eaux-fortes (La Nuit, Tamise le soir et Soleil d'hiver)[18].
- Salon de Gand (XXXVIe) de 1895 : Neige fondante place de la Couronne à Anvers[19].
- Salon de Bruxelles de 1897 : trois eaux-fortes[20].
- Salon d'Anvers de 1898 : Neige fondante et Chemin sous-bois[21].
- Salon de Bruxelles de 1900 : Approche du jour et À l'ombre (peintures) et trois eaux-fortes[22].

### Galerie de gravures conservées au Rijksmuseum

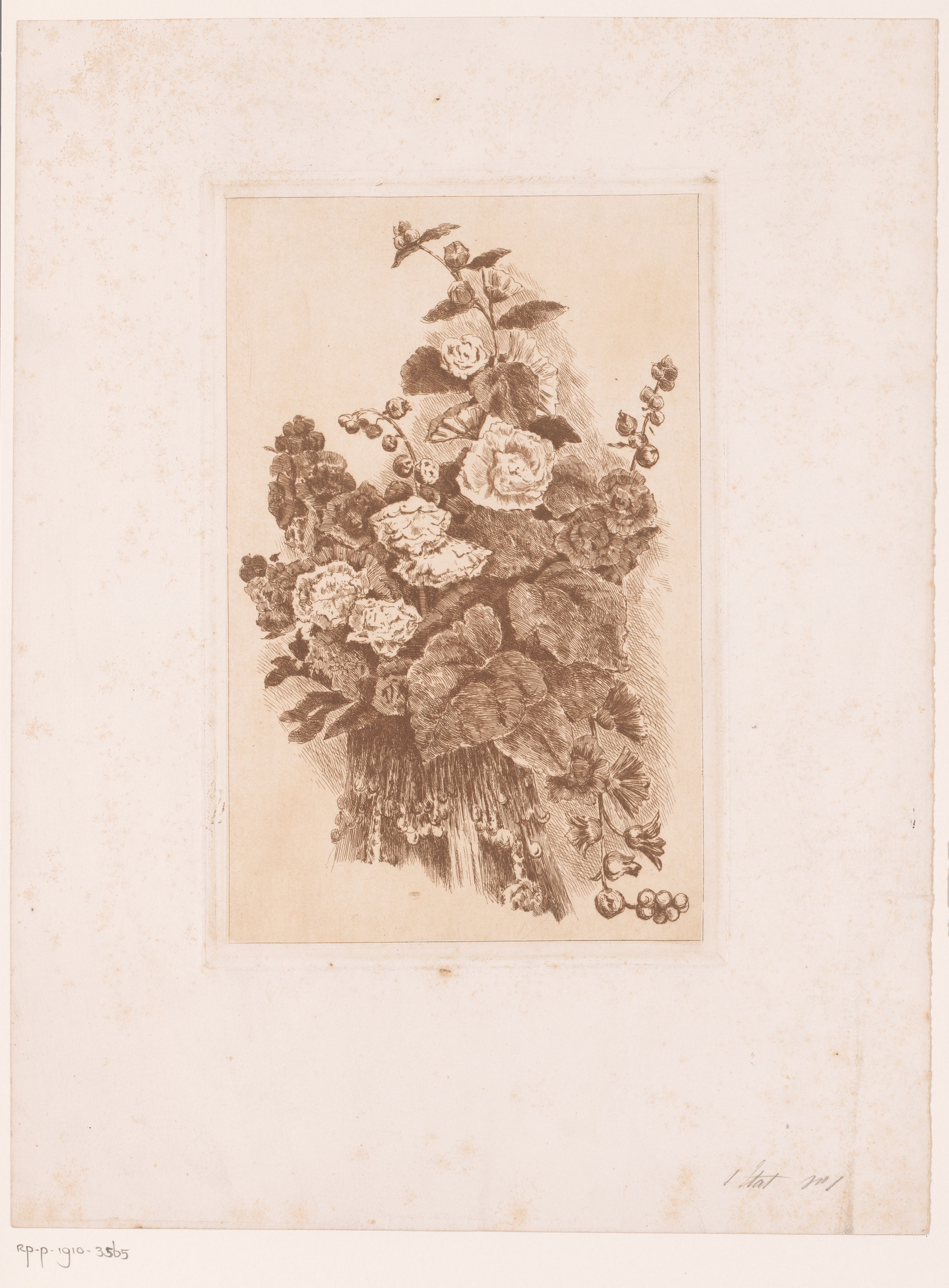
Nature morte florale (1883).
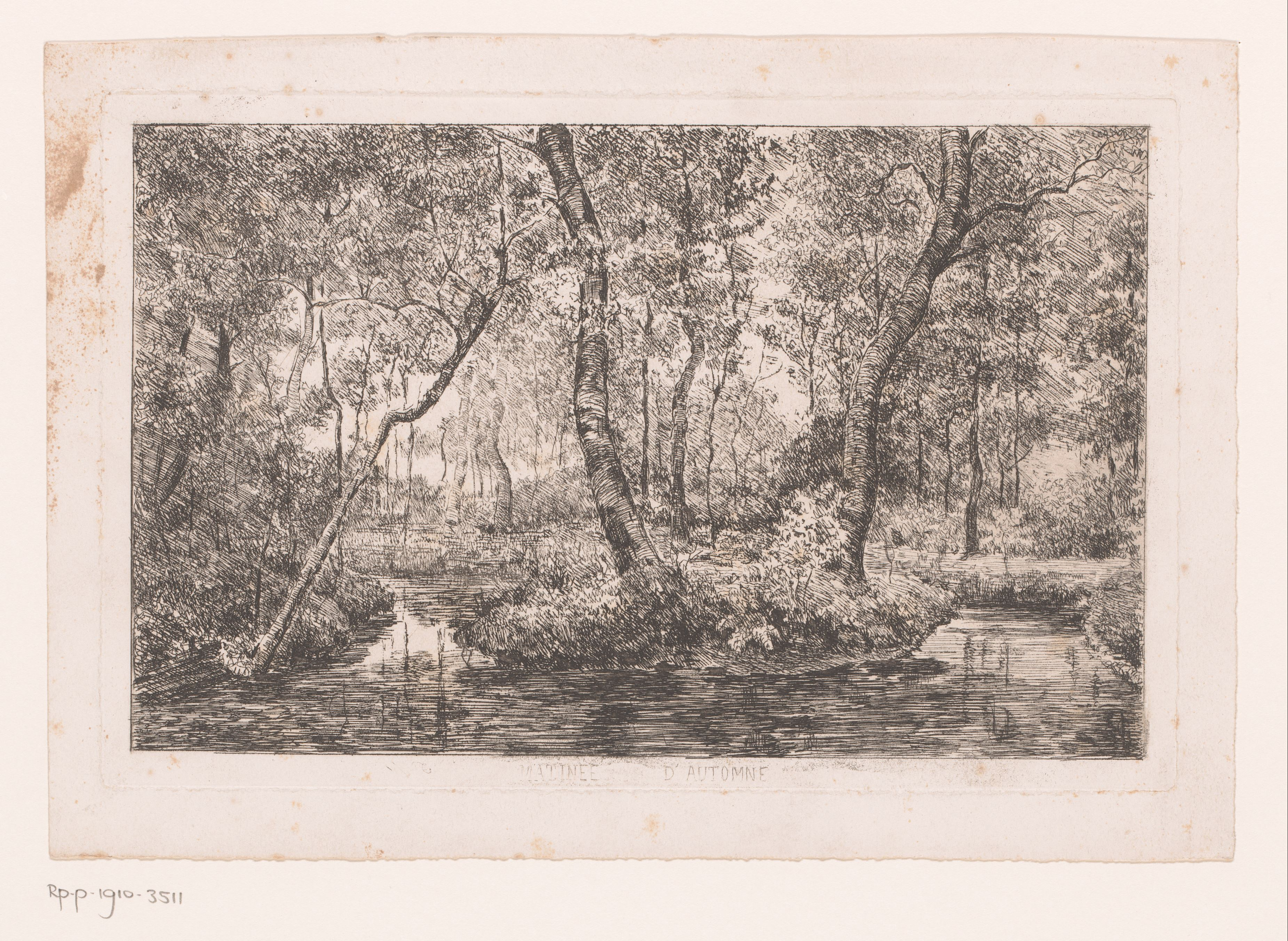
Paysage boisé avec ruisseau.
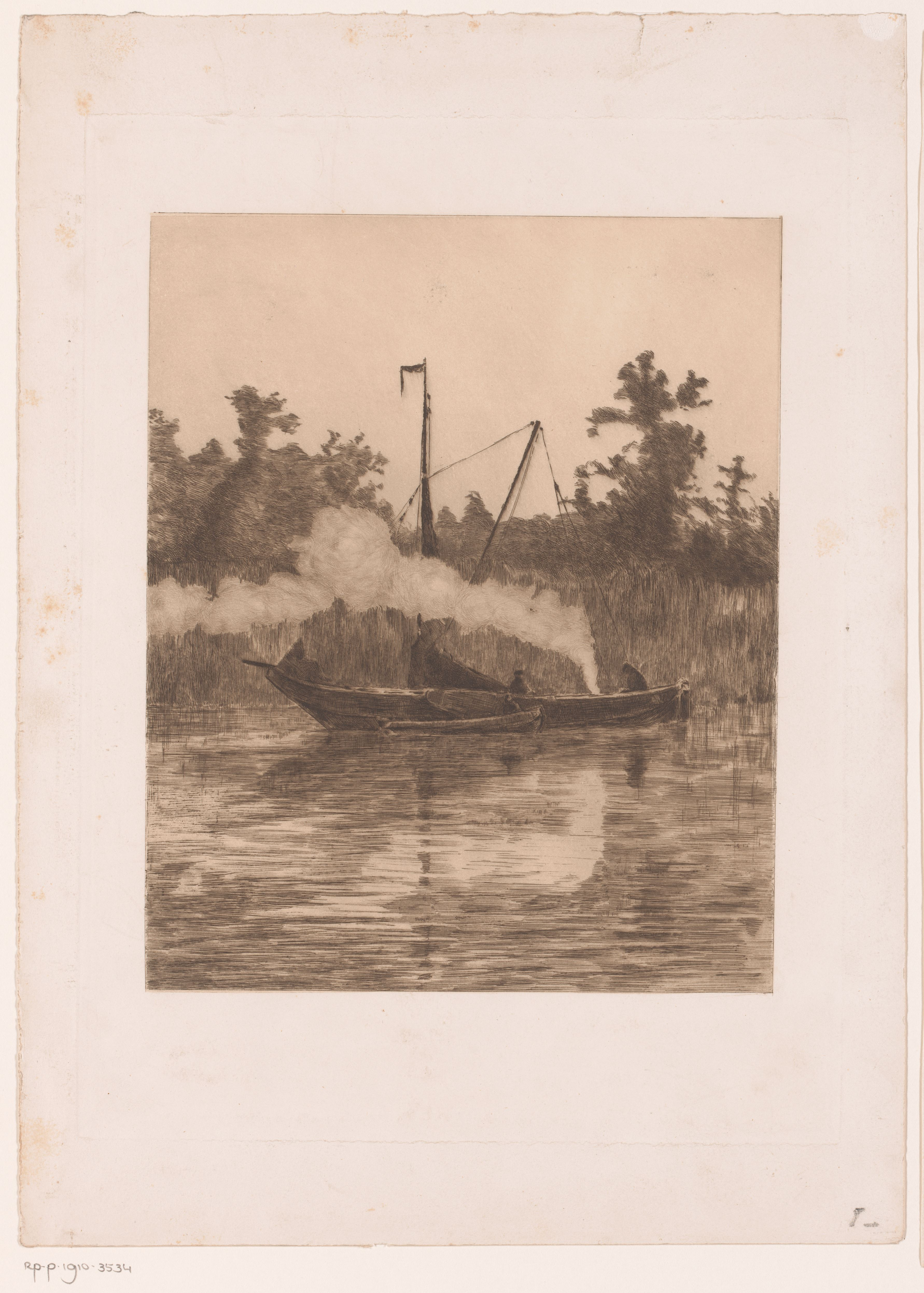
Deux bateaux dans un canal.
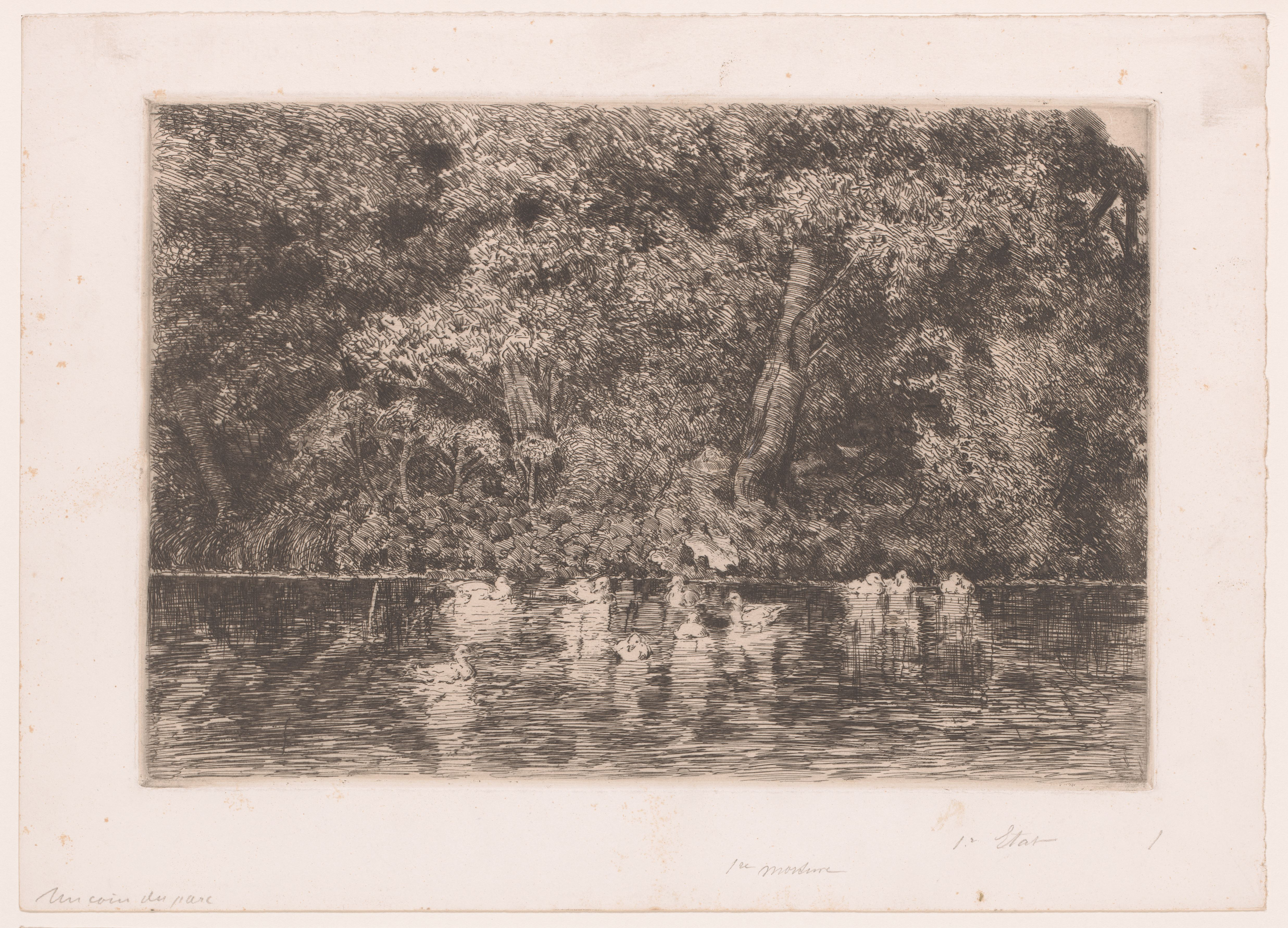
Étang avec des canards.

### Collection muséale
- Rijksmuseum Amsterdam : 66 gravures représentant des paysages, des natures mortes, des marines et des représentations animalières[23].